# Lleida Esportiu
A Lleida Esportiu egy katalán labdarúgócsapat. A klubot 2011-ben alapították, jelenleg a harmadosztályban szerepel.

## Története
A klubot 2011-ben alapították, miután a város előző csapata, az UE Lleida megszűnt. A jogelőd tartozásait egy lleidai vállalkozó, Sisco Pujol fizette ki. Ezután jött létre az új klub, a Lleida Esportiu. Első szezonját a harmadosztályban kezdi meg.

## Jelenlegi keret
| # |     | Poszt | Név                 |
| - | --- | ----- | ------------------- |
| — | ESP | K     | Víctor Ibáñez       |
| — | ESP | K     | Sergi Palau         |
| — | ESP | V     | Mikel Azparren      |
| — | ESP | V     | Jerson Bosch        |
| — | ESP | V     | Pau Bosch           |
| — | ESP | V     | Ramón Verdú         |
| — | ESP | KP    | José Antonio Méndez |
| — | ESP | KP    | Jaume Delgado       |

| # |     | Poszt | Név              |
| - | --- | ----- | ---------------- |
| — | ESP | KP    | David Giménez    |
| — | ESP | KP    | Jorge Giménez    |
| — | ESP | KP    | Miki Massana     |
| — | ESP | KP    | Dani Pujol       |
| — | ESP | CS    | Javi Ballesteros |
| — | ESP | CS    | Asier Eizaguirre |
| — | ESP | CS    | Jesús Imaz       |

## Statisztika
| Szezon  | Osztály | Poz. | Copa del Rey |
| ------- | ------- | ---- | ------------ |
| 2011/12 | 2ªB     | 7.   | Első forduló |
| 2012/13 | 2ªB     |      |              |